# Crissiumal
Crissiumal là một đô thị thuộc bang Rio Grande do Sul, Brasil. Đô thị này có diện tích 362,151 km², dân số năm 2007 là 14726 người, mật độ 40,66 người/km².